# Viburnum lantana

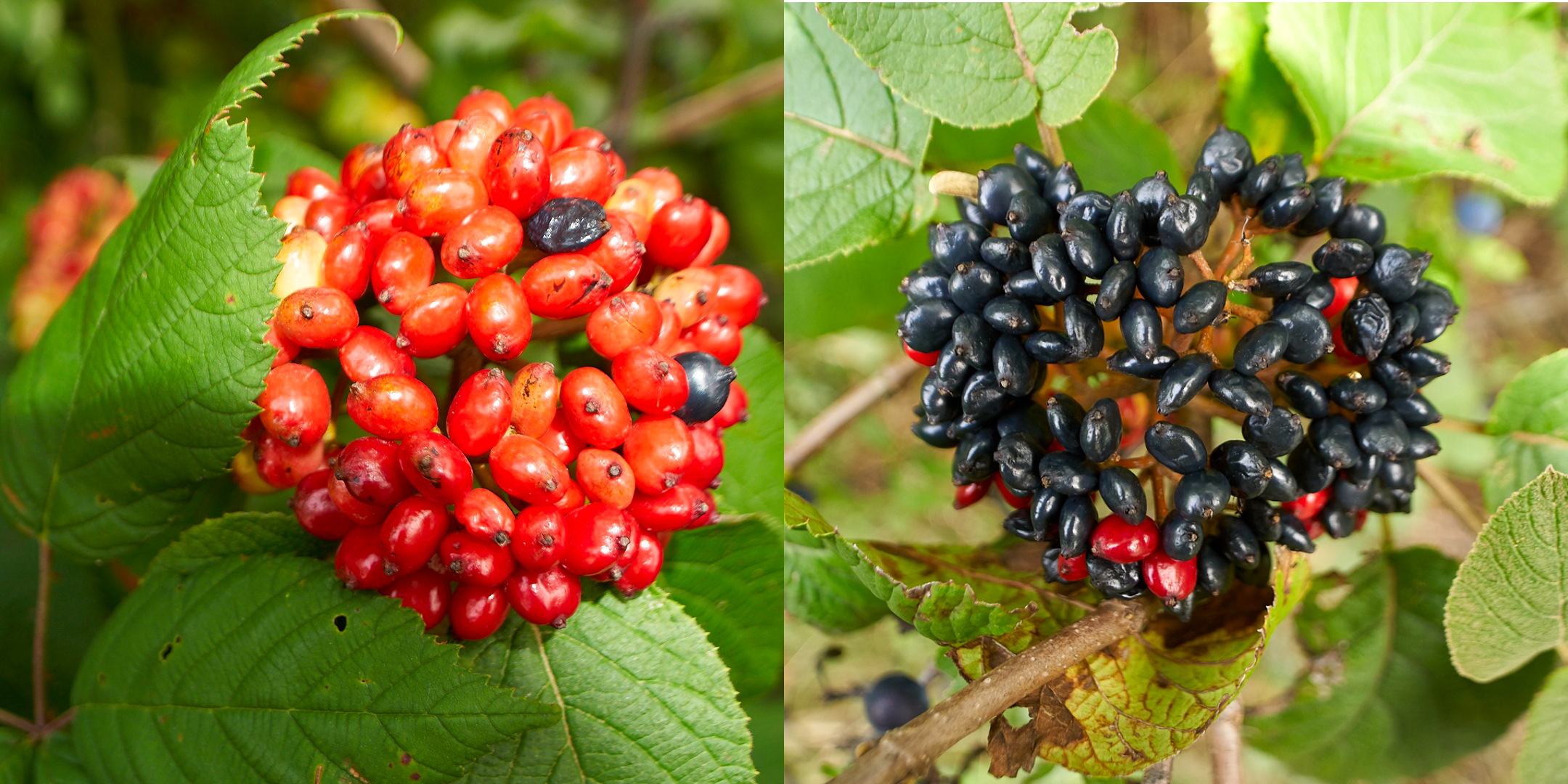
Viburnum lantana com frutas vermelhas, verdes e pretas maduras ao mesmo tempo

Viburnum lantana é uma espécie do gênero botânico Viburnum, da família das Adoxaceae.
É uma planta nativa da Europa, noroeste da África e do sudoeste da Ásia
É  um arbusto ou árvore de pequeno porte, de folhas caducas podendo alcançar de 4 a 5 m de altura. As folhas são opostas, de simples ovaladas a lanceoladas, 6 a 13 cm de comprimento e 4 a 9 cm de largura, com bordas finamente serrilhadas. A flor é pequena, de cor creme, produzindo uma densa cimeira  com 4 a 10 cm de diâmentro no alto das hastes; florescem no início do verão, e são polinizadas por insetos. A fruta é uma drupa de 8 mm de comprimento, verde no princípio, depois roxa e preta quando madura, e contém uma única semente.